# شاندور كوروشي تشوما
شاندور تشوما دي كوروش (اسمه عند الولادة: شاندور تشوما؛ ولد في 27 مارس عام 1784/8 وتوفي في 11 أبريل عام 1842) كان عالم فقه ومستشرق مجريًا ومرلفًا لأول قاموس تبتي – إنجليزي وكتاب نحوي. كان يدعى فيي-غلين-غي-غروا-با في التبتية، أي «التلميذ الأجنبي»، وأعلن عن كونه «بوذاسف» (مستنيرًا) من قبل اليابان عام 1933. ولد في كوروس، إمارة ترانسلفانيا الكبرى (اليوم جزء من كوفاسنا، رومانيا). غالبًا ما يُحدد تاريخ ولادته في الرابع من أبريل، إلا أن هذا التاريخ في الواقع هو يوم معموديته، في حين يختلف بعض المؤلفين على عام ولادته الذين يقولون إنه إما 1787 أو 1788 عوضًا عن 1784. كان أفراد المجموعة المجرية «سيكيس» التي كان ينتمي إليها، يعتقدون بانحدارهم من من فرع جماعة هينز في أتيلا الذين استقروا في بنسلفانيا في القرن الخامس. وانطلاقا من أمله في دراسة هذا الزعم وإيجاد مكان أصل السيكيس والمجر من خلال دراسة القرابة اللغوية، انطلق إلى قارة آسيا في عام 1820 وأمضى حياته في دراسة اللغة التبتية والفلسفة البوذية. يعتبر كيسوما دي كوروس مؤسس علم التبت. قيل إنه تمكن من القراءة بسبع عشرة لغة. وفي في دارجيلينج أثناء محاولته القيام برحلة إلى لاسا في عام 1842، وأقامت الجمعية الآسيوية للبنغال نصب تذكاري على شرفه.

## سيرته

### شبابه في ترانسلفانيا
ولد كيشوما دي كوروش لعائلة سيكيس فقيرة، وكان الطفل السادس لاندراش كيشوما وزوجته كريستينا غتشي (أو إلونا غوكز). يُلفظ اسمه بالهنغارية «كوروشي تشوما شاندور» حيث تشير «كوروش» إلى النبالة. يكتب اسمه أيضًا في بعض اللغات الأخرى «شاندور تشوما دي كوروش». خدم والده مع حرس حدود سيكيس. تلقى تعليمه المبكر ضمن مدرسة محلية في القرية. في سنة 1799، ذهب إلى ناجينيد (أيود في الوقت الحاضر) ليلتحق بمدرسة بيثلين كولجيوم الداخلية. كان التعليم مجانيًا في مقابل العمل اليدوي. كان متأثرًا بالأستاذ صموئيل هيغدوس. ترك المدرسة في عام 1807 وأكمل في الدراسة الجامعية، مبديًا اهتمامه بالتاريخ، وهو موضوع حظي بالاهتمام على يد الأستاذ آدم هيريبي. في عام 1815 اجتاز الاختبار الشفوي العام خلال دراسته في بيثلين كولجيوم. سمحت له منحة دراسية بالاستمرار بالدراسة في غوتنغن، حيث بدأ بتعلم الإنجليزية على يد البروفيسور فيوريللو. تأثر كيسوما دي كوروس أيضًا بالبروفيسور يوهان غوتفريد إيخورن.

### دراساته في غوتنغن
درس اللغات المشرقية بين عامي 1816 و1818. في غوتنغن، أشير إلى إتقانه 13 لغة، من بينها اللاتينية واليونانية والعبرية والفرنسية والألمانية والرومانية، إلى جانب لغته الأم، المجرية. خلال سنواته في كلكتا، أتقن أيضًا البنغالية والمراثية والسنسكريتية. عاد إلى ترانسيلفانيا عام 1818. في السابع من شهر فبراير عام 1819، التقى كيسوما بهيغدس وأبلغه باعتزامه تعلم السلافونية في كرواتيا. غادر مشيا على الأقدام إلى أغرام وقضى بضعة أشهر هناك. تلقى مبلغًا يقدر بـ 100 فلورين مساعدةً من مايكل دي كينديريسي في رحلته.

### رحلته نحو المشرق
استُخرجت قصة الرحلة التي قام بها تشوما بعد مغادرته كرواتيا أساسًا من رسالة كتبها تشوما ليقدم نفسه إلى الكابتن البريطاني كينيدي الذي اعتقله عند دخوله ساباتو للاشتباه في كونه جاسوسًا. لم يتقدم تشوما بطلب للحصول على جواز سفر امبراطوري وحصل على جواز سفر مجري في إنيد وزار بوخارست. القائد العام في هرمانشتاد على الجواز وذهب إلى رومانيا (التي كانت تسمى آنذاك والاشيا) في نهاية شهر نوفمبر عام 1819. عزم الذهاب إلى القسطنطينية لكنه لم يجد وسيلة لذلك فغادر بوخارست في الأول من يناير عام 1820 وعبر عن طريق الدانوب في رستتشوك ووصل إلى صوفيا، ثم بعد خمسة أيام إلى فيليبوبوليس.